# Andul
Andul é uma vila no distrito de Haora, no estado indiano de West Bengal.

## Demografia
Segundo o censo de 2001, Andul tinha uma população de 5677 habitantes. Os indivíduos do sexo masculino constituem 51% da população e os do sexo feminino 49%. Andul tem uma taxa de literacia de 87%, superior à média nacional de 59,5%; com 53% para o sexo masculino e 47% para o sexo feminino. 6% da população está abaixo dos 6 anos de idade.